# ديريك غودت
ديريك غودت هو لاعب كرة قدم ومدرب كرة قدم كندي، ولد في 14 مايو 1989 في Bayside, Nova Scotia ‏ في كندا. شارك مع منتخب كندا تحت 17 سنة لكرة القدم. أما مع النوادي، فقد لعب مع نادي تورونتو.

## وصلات خارجية
- ديريك غودت على موقع الدوري الأمريكي (الإنجليزية)
- ديريك غودت على موقع قاعدة بيانات كرة القدم.إي يو (الإنجليزية)